# Большая Слоча
Большая Слоча — река в России, протекает в Угранском районеСмоленской области. Устье реки находится в 255 км. по правому берегу реки Угра. Длина реки составляет 18 км. Вдоль течения реки расположены населенные пункты Желаньинского сельского поселения Свинцово, Вязовец.

## Данные водного реестра
По данным государственного водного реестра России относится к Окскому бассейновому округу, водохозяйственный участок реки — Угра от истока и до устья, речной подбассейн реки — Бассейны притоков Оки до впадения Мокши. Речной бассейн реки — Ока.
По данным геоинформационной системы водохозяйственного районирования территории РФ, подготовленной Федеральным агентством водных ресурсов: 
- Код водного объекта в государственном водном реестре — 09010100412110000020774
- Код по гидрологической изученности (ГИ) — 110002077
- Код бассейна — 09.01.01.004
- Номер тома по ГИ — 10
- Выпуск по ГИ — 0

### Притоки (км от устья)
- 0,8 км: река Малая Слоча (лв)